# Amor de medianoche (álbum de Cecilia)
Amor de medianoche es un LP de la cantautora española Evangelina Sobredo Galanes, Cecilia, publicado en 1975
por CBS.

## Grabación y producción
Amor de medianoche fue producido y mezclado en Madrid en 1975, y orientado al mercado navideño. El álbum recoge 10 temas. 9 de ellos ya habían sido publicados en los tres LP anteriores de Cecilia. La novedad del LP era la canción "Amor de medianoche", que da título al disco y había defendió Cecilia el 15 de noviembre en el Festival OTI de la canción en 1975 en San Juan de Puerto Rico, clasificándose en segundo puesto. El LP fue producido por Jose Luis de Carlos, Juan Carlos Calderón y Honorio Herrero. Recibió el número de catálogo S 81094 y las matrices 81094-A y 81094-B. La versión en CD fue publicada por Sony BMG en 2008 con el número de catálogo 816505.

## Lista de canciones
Todas las canciones que recoge el álbum son de Cecilia, menos "Amor de medianoche" cuya letra es de Cecilia y la música de Juan Carlos Calderón. En este tema Mercedes Valimaña canta al unísono con Cecilia el estribillo. Los coros los realiza el Trío La, la, la aunque no lo reflejan los créditos del disco, como era habitual en la época con los músicos de estudio. Este LP, aunque fue lanzado como recopilatorio y con motivo del Festival OTI de la canción, incluye versiones que difieren de los temas originales de Cecilia. Así, "Mi querida España" prescinde del coro de hombres en el último verso, "Andar" se publica con sólo dos estrofas de las tres presentes en la edición de 1973, "Fui" y "Señor y dueño" presentan una mayor duración debido a que las cintas originales están utilizadas más despacio, lo que también altera su tonalidad, medio todo más bajas. Todos los temas fueron remezclados. Cecilia grabó de nuevo la voz para la mayoría de los temas, mostrando un gran progreso como vocalista, ya que había empezado a tomar clases de canto.

... estoy dando clases de canto y piano. Mañana me toca levantarme a horas poco mías para hacer
 respiraciones. La profe se quedó muy soprendida de mi capacidad torácica...

de una carta de Evangelina Sobredo Galanes

- Amor de medianoche - 4:05
- Andar - 4:06
- Un ramito de violetas - 4:11
- Nada de nada - 2:56
- Un millón de sueños - 4:26
- Mi querida España - 2:40
- Fui - 2:20
- Señor y dueño - 1:55
- Llora - 2:21
- Dama, dama - 3:21

## Portada
El disco fue diseñado por Santiago Monforte y la fotografía que ilustra la portada es de César Lucas. La contraportada está dedicada a mostrar los textos de las canciones. No tiene funda interior ilustrada. 

## Crítica
El disco pasó inadvertido para la crítica al tratarse de una recopilación de temas publicados en los 5 años anteriores. No obstante si recibió críticas negativas por el enfoque melódico que la discográfica trataba de imponer a la cantautora. El LP fue de nuevo un éxito de ventas debido a la extraordinaria popularidad de Cecilia en aquel momento.[cita requerida]